# 富田宇宙
富田 宇宙（とみた うちゅう、1989年2月28日 - ）は、日本のパラ競泳選手（水泳競技障害クラス　視覚障害　S11、SB11、SM11）。熊本県熊本市出身。パラ水泳以外ではブラインドダンサーとしても活動。趣味は読書。座右の銘は「一日一生」。

## 略歴

### 生い立ちから高校卒業
3歳からオレンジワン熊本（現：コナミスポーツクラブ熊本）で水泳を始め、熊本YMCA、熊本市立帯山小学校、熊本市立西原中学校を経て、「文武両道」に秀でた名門校・熊本県立済々黌高等学校に進学した。「自分の冒険心や挑戦したいという気持ちを大切にしていく仕事に就きたくて、名前の通り、宇宙飛行士になりたいと思っていました」 。その夢を見据えて宇宙工学、航空工学を学べる大学への進学を目指して勉学に励んでいたが、その夢は突然、絶たれた。高校2年で黒板の文字が見えにくくなり、病院4ヶ所を回った末、網膜の異常で視野が狭まる進行性の難病「網膜色素変性症」と判明。「人生が終わった」と絶望した。「『症状はゆっくり進行して、徐々に視野が失われていきます。5～10年後には完全に見えなくなるかもしれないし、そうじゃないかもしれない』という曖昧な診断でした。それまで行くことができていたところに行けなくなったり、趣味を失ったり、できないことが少しずつ増えていくと大きな精神的苦痛に襲われました。あらゆるこだわりを捨てなければならなかったので。」それでも、3歳から始めた水泳は高校卒業まで継続した。3年時に県高校総体でベスト6、九州大会出場の結果を残して引退した。引退の理由は「病気のせいというよりは自分の中でひと区切りつけたくて。」としている。

### 大学時代
高校卒業後は、それまで目指していたこととあまり離れていない方向性で最終的に失明してもできる仕事を探し、システムエンジニアであればスクリーンリーダーを使ってパソコンを操作することで働けるということを知り、新たな目標に定めた上で、日本大学文理学部情報システム解析学科（現：情報科学科）に進学した。大学入学後は漫画研究会、演劇サークル、競技ダンス部に入り、3足のわらじで活動した。漫画研究会について、「現実逃避というか引きこもりというか、2次元に逃げていました。ヲタクでした。人生における生産性を考えると、脱ヲタできたことは目が見えなくなってよかったと思える数少ない事柄かもしれないと思うほどです。」と振り返っており、大学2年次には病気の進行で創作活動に支障をきたすようになり退会している。演劇サークルでは野口オリジナルら当時の先輩が劇団を創設したことをきっかけに演劇の道を進むことも考えたが、視覚障がいにより台本の読み合わせや暗転時の蛍光テープの確認に難があったことから断念。
一方で競技ダンスについては（二人一組で行うことから）健常者として取り組めると考え、そちらに専念することを決意した。その後は競技ダンスで頭角を現す。多くの試合で入賞するようになり、4年時には主将として大学を12年ぶりの全日本学生選抜競技ダンス選手権に導いた。
また4年時は大学に加えて東京視覚障害者生活支援センターにも訓練生として入所、スクリーンリーダーを用いたコンピューターの操作など視覚障がいのリハビリテーションを受けていた。

### 大学卒業後
卒業後はキヤノンソフトウェア株式会社（現：キヤノンITソリューションズ株式会社）に入社、システムエンジニアとして就労した。Webアプリケーション開発ツールのテクニカルサポート業務や官公庁のシステム開発プロジェクトなどに従事、視覚障害エンジニアとして活躍した。2012年10月、障害者の職能を競う全国アビリンピックに東京都代表で出場し、パソコン操作の部で銅メダルを獲得している。
同年11月、視覚障害の進行からパラスポーツに興味を持ち、知人に紹介された障害者水泳クラブ「東京ラッコ」に入会、パラ水泳を開始した。「その頃から視覚障害者としてできる活動を探すようになって。私にできるパラスポーツはないかと。それまでは健常者として過ごしてきたんですけど、それに限界が来たというか、人の手を借りないとできないことが増えてきて。そうなると障がい者という立場がはっきりしたところで活動しないと、サポートを受けたり理解してもらったりが難しいとわかったんです。それでパラスポーツの世界に入りました。」と語る。
またこの頃、競技ダンスもアマチュア選手として精力的に継続していたが、12月に日本最高峰・三笠宮杯全日本ダンススポーツ選手権大会に出場した際に予選敗退に終わったことで、視力が低下していく中で第一線で競技を続けることの限界を感じ始めた。2014年4月、これ以上パートナーの足を引っ張りたくないという思いから選手を引退した。

### パラ競泳を本格的に開始してから
そんな折に出会ったパラ水泳は、少しずつ活力を与えた。水泳のトレーニングを徐々に本格化。同時期に2020東京オリンピック・パラリンピック開催が決定したことで、「途中でこういう（障害者という）立場になった人が努力する姿を発信できれば」と出場を目指した。
健常者としての水泳の経験を生かしつつ、7年に及ぶブランクをハードなトレーニングで補った。システムエンジニアとして働くかたわら、再び始めた水泳は、最初、戸惑うことばかり。ダンスと水泳とでは筋肉のつけ方がまるで異なる。筋肉をつけることから始め、ようやく自信ができてきたのは3年目。2015年に初めて基準記録を突破し、身体障がい者水泳連盟の強化選手となった。同年9月、パラアスリートとして競技に専念するためEYアドバイザリー株式会社（現：EYアドバイザリー・アンド・コンサルティング株式会社）に転職。11月に初の国際クラス（S13、SB13、SM13）を取得すると、直後に行われた日本選手権で男子400m自由形（S13）、男子100mバタフライ（S13）の2種目でアジア新記録を樹立した。その後はS13（視覚障がい/軽度の弱視）クラスのスイマーとして競技に没頭、国内では負け知らずの躍進を見せた。
またこの時期から競技と並行して、パラスポーツへの多くの人の理解を広めようと、シンポジウムや講演会などに積極的に参加している。「一番苦しかったとき、どう乗り越えたのか、一番うれしかったのはどんなとき、そうしたことを通して夢を持つ大切さ、仲間と協力する大切さを伝えたい。」との思いから、試合や練習の都合がつけば全国の学校等を訪ねて、自らの体験を語っている。
更に障害者理解を求める活動の一環として、友人の誘いでブラインドダンスのサークルに参加したのをきっかけに同年8月の全日本ブラインドダンス選手権大会に出場。男性の部チャチャチャ、ルンバの2種目で優勝した。これを機にブラインドダンサーとしての活動も始めることとなった。
2016年3月、リオデジャネイロパラリンピック代表選考戦に出場。2種目でアジア記録と1種目の日本記録を更新するも派遣標準記録を突破できず代表に落選した。
その後、世界のトップを取るための道筋として、2017年4月、日本体育大学大学院博士前期課程に入学し、日本財団パラアスリート奨学金一期生となり、大学水泳部に入部した。専攻はコーチング学、研究テーマは「障がい者トップアスリートの指導者に求められる能力に関する研究」。「世界的にパラリンピックのパフォーマンスが上がってきている中で、パラリンピック選手の指導者に求められているものも変化してきています。そこで世界のメダリストたちはどんなコーチに習っているのか、指導者にどんな能力を求めているのかを解き明かすことを目指して研究をしています。リハビリテーションとしての活動から競技スポーツに変化する課程においては、競技の専門的な知識が必要になってきます。現にパラリンピックでメダルを狙う選手たちの中にはオリンピック選手や、オリンピック選手を教えているコーチに指導を受けている選手もいます。水泳は障害のある人もない人も取り組めるスポーツなので、道具も使わないし技術的に共通する部分が多く、オリンピック選手を育成できるような専門知識とパラリンピックや障害についての理解を併せ持つ指導者が理想と言われています。そのような指導者の育成には横断的な学びの機会が必要で、それができている国は良い結果を出す傾向にあります。指導者や選手が交流し情報を交換すること、オリンピックとパラリンピックがより連結したものになることが重要です。」と語る。
同年7月、パラワールドシリーズベルリン大会にて2度目の国際クラス分けを受験し、障がいの進行でクラスがS11、SB11、SM11に変更された。それを受けて9月の世界パラ選手権の代表に緊急招集されることとなった。
「思っていたよりも早い時期のクラス変更で、正直戸惑いました。」S13クラスでは代表レベルに満たなかった泳力は、S11クラスでは一転して世界トップクラス。直後のジャパンパラ水泳競技大会では、400m自由形で当時の世界ランキング1位の記録をマークするなど躍動。一躍、東京パラリンピックのメダル候補に躍り出た。「自分自身を見失わないように意識しています。常に向上し続けたいという思いは、クラス分けの前後で変わることはありません。 障がいが進行したことで、日常生活は着実に不便になっていますが、競技の面では幸運だったと言わざるを得ません。だからこそ、この機会を活かさなくてはいけない。恥ずかしい泳ぎはできない、という責任感を持って日々の練習に取り組んでいます。」と富田は語っている。
同年8月、前年に続いて全日本ブラインドダンス選手権大会に出場。男性の部チャチャチャ、ルンバで2連覇を達成した。
同年9月、世界パラ選手権に出場するためメキシコへ渡ったが、大会直前に発生した大地震の影響で出場見送りとなり緊急帰国した。
同年11月、バルカーカップ統一全日本ダンス選手権大会にてブラインドダンスエキシビションに出演、白杖を用いた視覚障害者ならではのデモンストレーションを披露し会場を沸かせた。
2018年8月、パンパシフィックパラ水泳選手権に出場、3つの金メダルを獲得した。
その直後、日本テレビ「24時間テレビ 「愛は地球を救う」」に出演。タレントの佐藤栞里とペアを組み、全日本ブラインドダンス選手権大会男性の部ルンバに出場し3連覇を果たした。
同年10月、アジアパラ大会で男子100m自由形（S11）で金メダル、男子200m個人メドレー（SM11）、男子50m自由形（S11）で銀メダルを獲得した。
同年11月、障害者のファッションショー、Kumamoto Smile Collectionにスペシャルゲストモデルとして出演。パラ陸上競技の大西瞳とともに会場を盛り上げた。
2019年3月、日本体育大学大学院博士前期課程を終了し、同年4月に博士後期課程に進学した。
2019年7月、練習拠点を大学水泳部から「ナショナルトレーニングセンター（NTC）」に変更、個人練習に切り替えた。「大学の部活というハイレベルな環境も良かったのですが、ロープをたどって泳ぐ時の効率性を追求するトレーニングは、集団の中ではなかなかできない。1人で1レーンを使うことで、全盲の状態で泳ぐということに、これまで以上に焦点をあてて練習に取り組んでいます」という。
同年9月、世界パラ選手権男子400m自由形（S11）、男子100mバタフライ（S11）の2種目で銀メダルを獲得した。
帰国後あらゆることを見直した。練習拠点としていた日本体育大学の水泳部から離れ、現日本代表監督の上垣匠コーチに師事。東京パラリンピックでの勝負を見据えて、身体改造にも着手し、泳ぎのフォームも改良を重ねている。「実力が世界で戦えるレベルにあることは嬉しいが、日本チームは世界で苦戦している。世界が強いこと、日進月歩で伸びていることを肌で感じた。そこに追い抜け追い越せで、もう一度、あと一年で、できることをやっていかなくてはと思います」と語る。
2020年4月、東京パラリンピックが延期となり、新型コロナウイルスによる自粛期間中、東京の練習拠点が閉鎖されたため、地元・熊本で練習。実家の庭に設置したプールでの練習を自身のSNSにアップし、話題を集めた。小型の簡易プールを購入して庭に設置。腰にゴムチューブを着けて体の位置を固定し、"その場泳ぎ"のスイム練習を毎日1時間ほどこなした。さらに自室で筋力トレーニングに没頭。練習環境を自ら整え、非常事態に対応することができた。
パラリンピックの存在意義を広めるために、積極的にSNSの発信を続ける中で「上を向いて歩こう」の替え歌を投稿。「上を向いて泳ごう　頭をぶつけないように…」などと、実家の庭で練習している自身の姿を歌詞にしている。更にSNSに投稿した医療従事者等へのメッセージは国連の新型コロナ対策サイトで紹介された。
2021年、東京2020大会でパラリンピックに初出場、400m自由形及び100mバタフライで銀メダル、200m個人メドレーで銅メダルを獲得した。
2024年、自身2度目のパラリンピックとなるパリ大会に出場。男子400m自由形及び100mバタフライ（S11）で銅メダルを獲得した。

## 記録

### 世界記録
- 男子800m自由形（S11）

### アジア記録
- 男子400m自由形（S11）

### 日本記録
- 男子100m自由形（S11）
- 男子200m自由形（S11）

## 表彰
2013年
- 東京都知事賞

2017年
- 日本身体障がい者水泳連盟優秀選手賞

2018年
- 神奈川県スポーツ優秀者表彰
- 横浜市スポーツ功労者表彰
- 熊本県スポーツ功労者表彰
- 熊本市スポーツ功労者表彰
- 日本身体障がい者水泳連盟優秀選手賞
- 日本大学校友会スポーツ栄誉賞

2019年
- 文部科学省 スポーツ功労者表彰
- 神奈川県スポーツ優秀者表彰
- 横浜市スポーツ功労者表彰
- 熊本県スポーツ功労者表彰
- 熊本市スポーツ功労者表彰
- 日本身体障がい者水泳連盟優秀選手賞
- 日本大学校友会スポーツ栄誉賞
- 文部科学省 スポーツ功労者表彰